# 国定駅

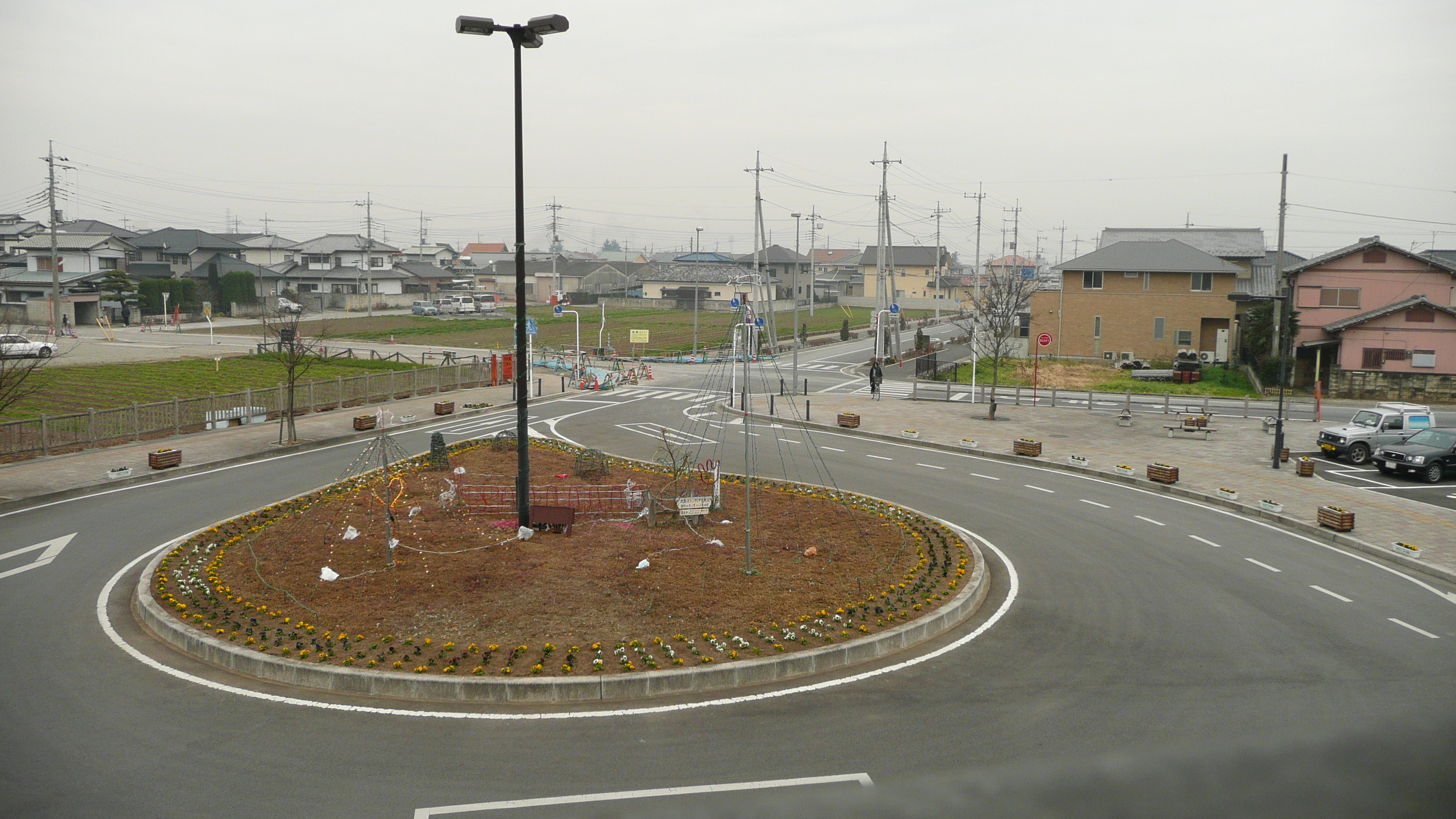
駅南ロータリー

国定駅（くにさだえき）は、群馬県伊勢崎市国定町二丁目にある、東日本旅客鉄道（JR東日本）両毛線の駅である。

## 歴史
- 1889年（明治22年）11月20日：両毛鉄道の駅として開設[1][2]。旅客のみ取扱。
- 1897年（明治30年）1月1日：日本鉄道に譲渡。
- 1906年（明治39年）11月1日：日本鉄道国有化[2]。官設鉄道に移管。
- 1910年（明治43年）8月11日：貨物取扱開始[2]。
- 1949年（昭和24年）6月1日：公共企業体日本国有鉄道（国鉄）発足に伴い、その所属となる。
- 1961年（昭和36年）10月1日：貨物取扱廃止[2]。
- 1984年（昭和59年）2月1日：荷物扱い廃止[2]。
- 1987年（昭和62年）4月1日：国鉄分割民営化に伴い、東日本旅客鉄道（JR東日本）の駅となる[2]。
- 2001年（平成13年）11月18日：ICカードSuica供用開始。

## 駅構造
単式ホーム1面1線と島式ホーム1面2線、計2面3線を有する列車交換可能な地上駅である。木造駅舎を備える。ホームは2019年度に嵩上げされた。
桐生駅管理の業務委託駅（JR東日本ステーションサービス受託）。簡易Suica改札機が設置されている。
駅舎の横に駅南側への跨線橋が設置され、駅南側に駅前広場が整備されている。

### のりば
| 番線 | 路線    | 方向 | 行先                   |
| ---- | ------- | ---- | ---------------------- |
| 1    | ■両毛線 | 下り | 桐生・小山方面         |
| 2・3 | ■両毛線 | 上り | 伊勢崎・前橋・高崎方面 |

（出典：JR東日本:駅構内図）
- 上りの高崎行定期列車は、主に3番線から発着する。2番線（中線）は伊勢崎止まりの回送列車などで利用される。

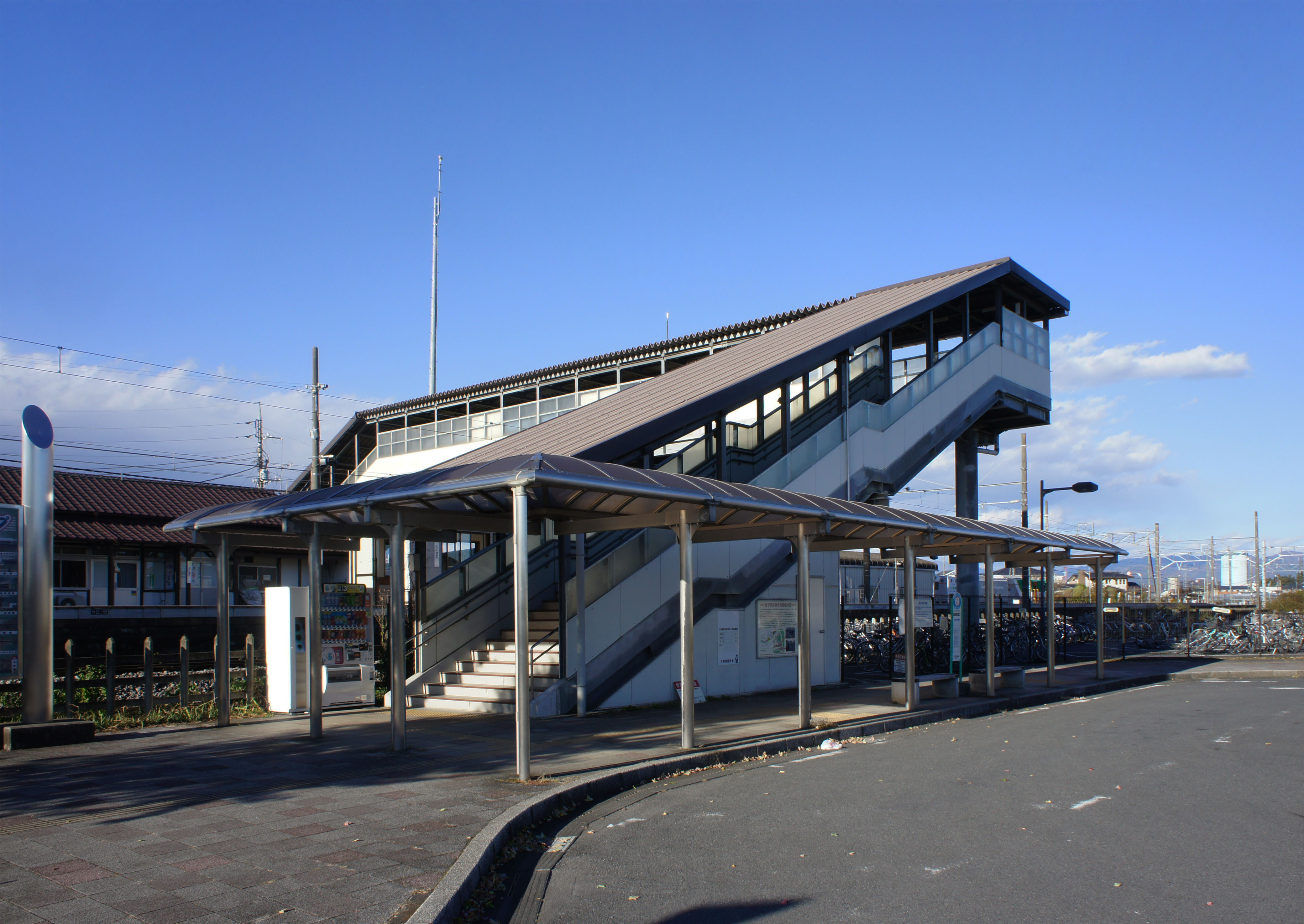
南口（2021年11月）
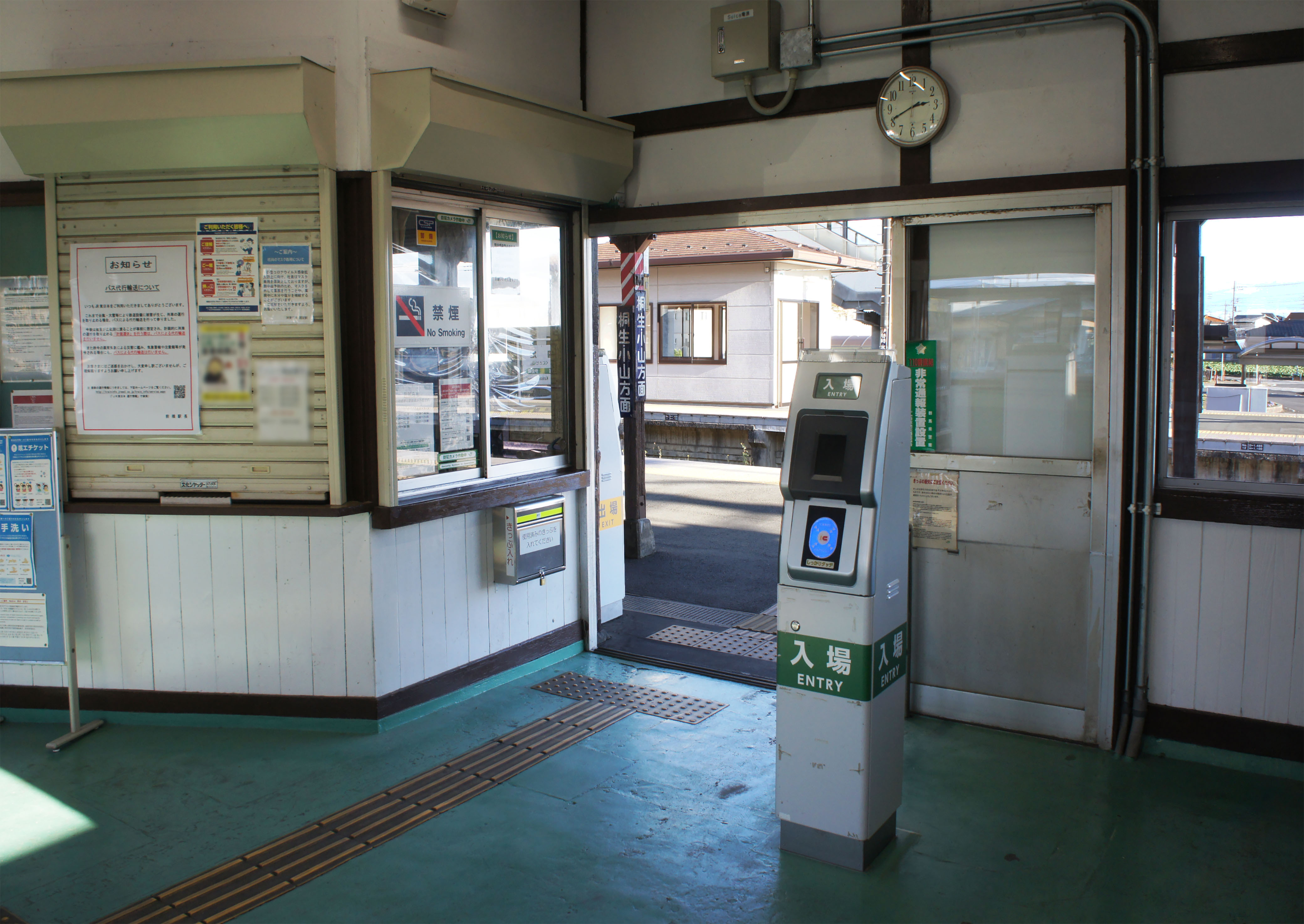
改札口（2021年11月）
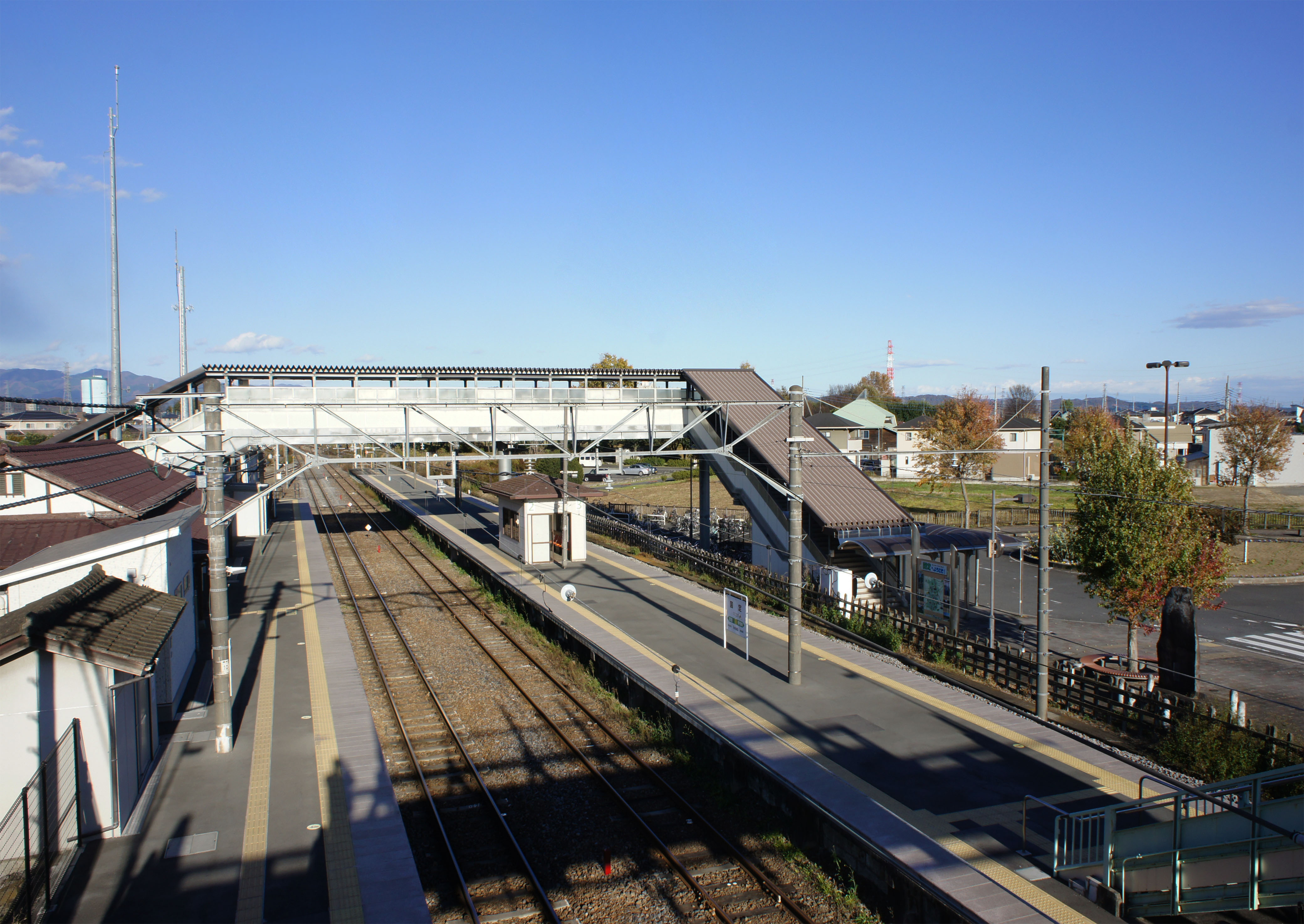
ホーム（2021年11月）

## 利用状況
JR東日本によると、2023年度（令和5年度）の1日平均乗車人員は1,511人である。
2000年度（平成12年度）以降の推移は以下の通り。
| 乗車人員推移       | 乗車人員推移     | 乗車人員推移    |
| 年度               | 1日平均 乗車人員 | 出典            |
| ------------------ | ---------------- | --------------- |
| 2000年（平成12年） | 1,211            | [ 利用客数 2 ]  |
| 2001年（平成13年） | 1,185            | [ 利用客数 3 ]  |
| 2002年（平成14年） | 1,153            | [ 利用客数 4 ]  |
| 2003年（平成15年） | 1,204            | [ 利用客数 5 ]  |
| 2004年（平成16年） | 1,212            | [ 利用客数 6 ]  |
| 2005年（平成17年） | 1,208            | [ 利用客数 7 ]  |
| 2006年（平成18年） | 1,219            | [ 利用客数 8 ]  |
| 2007年（平成19年） | 1,271            | [ 利用客数 9 ]  |
| 2008年（平成20年） | 1,305            | [ 利用客数 10 ] |
| 2009年（平成21年） | 1,311            | [ 利用客数 11 ] |
| 2010年（平成22年） | 1,296            | [ 利用客数 12 ] |
| 2011年（平成23年） | 1,317            | [ 利用客数 13 ] |
| 2012年（平成24年） | 1,405            | [ 利用客数 14 ] |
| 2013年（平成25年） | 1,438            | [ 利用客数 15 ] |
| 2014年（平成26年） | 1,469            | [ 利用客数 16 ] |
| 2015年（平成27年） | 1,564            | [ 利用客数 17 ] |
| 2016年（平成28年） | 1,564            | [ 利用客数 18 ] |
| 2017年（平成29年） | 1,583            | [ 利用客数 19 ] |
| 2018年（平成30年） | 1,594            | [ 利用客数 20 ] |
| 2019年（令和元年） | 1,564            | [ 利用客数 21 ] |
| 2020年（令和02年） | 1,161            | [ 利用客数 22 ] |
| 2021年（令和03年） | 1,285            | [ 利用客数 23 ] |
| 2022年（令和04年） | 1,423            | [ 利用客数 24 ] |
| 2023年（令和05年） | 1,511            | [ 利用客数 1 ]  |

## 駅周辺

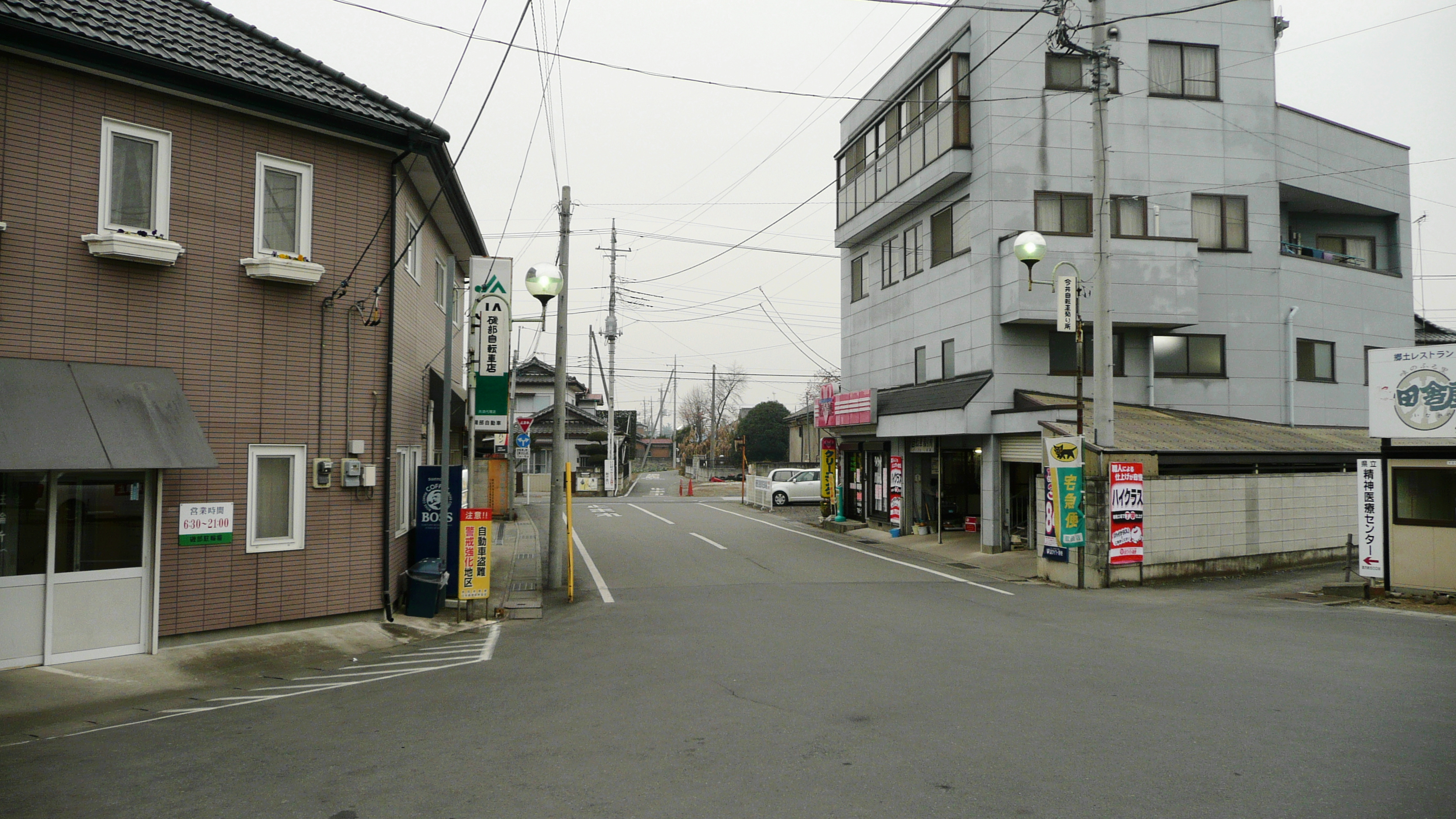
駅前の風景

- 伊勢崎市役所あずま支所
- 国定郵便局
- 国定忠治の墓[1]
- 群馬県立精神医療センター
- 伊勢崎警察署あずま交番
- 国定駅前公園
- 伊勢崎市立あずま北小学校
- 伊勢崎市コミュニティバス国定駅南口バス停

## 隣の駅
東日本旅客鉄道（JR東日本）
■両毛線
岩宿駅 - *間野谷駅 - 国定駅 - *東伊勢崎駅 - 伊勢崎駅
*打消線は廃駅

### 記事本文
1. 1 2 3 4 5 6  『週刊 JR全駅・全車両基地』 12号 大宮駅・野辺山駅・川原湯温泉駅ほか、朝日新聞出版〈週刊朝日百科〉、2012年10月28日、23頁。
2. 1 2 3 4 5 6 7  石野哲（編）『停車場変遷大事典 国鉄・JR編 Ⅱ』（初版）JTB、1998年10月1日、461頁。ISBN 978-4-533-02980-6。
3. 1 2  “駅構内図（国定駅）”.   東日本旅客鉄道. 2019年11月24日閲覧。

### 利用状況
1. 1 2  “各駅の乗車人員（2023年度）”.   東日本旅客鉄道. 2024年7月21日閲覧。
2. ↑  “各駅の乗車人員（2000年度）”.   東日本旅客鉄道. 2019年3月21日閲覧。
3. ↑  “各駅の乗車人員（2001年度）”.   東日本旅客鉄道. 2019年3月21日閲覧。
4. ↑  “各駅の乗車人員（2002年度）”.   東日本旅客鉄道. 2019年3月21日閲覧。
5. ↑  “各駅の乗車人員（2003年度）”.   東日本旅客鉄道. 2019年3月21日閲覧。
6. ↑  “各駅の乗車人員（2004年度）”.   東日本旅客鉄道. 2019年3月21日閲覧。
7. ↑  “各駅の乗車人員（2005年度）”.   東日本旅客鉄道. 2019年3月21日閲覧。
8. ↑  “各駅の乗車人員（2006年度）”.   東日本旅客鉄道. 2019年3月21日閲覧。
9. ↑  “各駅の乗車人員（2007年度）”.   東日本旅客鉄道. 2019年3月21日閲覧。
10. ↑  “各駅の乗車人員（2008年度）”.   東日本旅客鉄道. 2019年3月21日閲覧。
11. ↑  “各駅の乗車人員（2009年度）”.   東日本旅客鉄道. 2019年3月21日閲覧。
12. ↑  “各駅の乗車人員（2010年度）”.   東日本旅客鉄道. 2019年3月21日閲覧。
13. ↑  “各駅の乗車人員（2011年度）”.   東日本旅客鉄道. 2019年3月21日閲覧。
14. ↑  “各駅の乗車人員（2012年度）”.   東日本旅客鉄道. 2019年3月21日閲覧。
15. ↑  “各駅の乗車人員（2013年度）”.   東日本旅客鉄道. 2019年3月21日閲覧。
16. ↑  “各駅の乗車人員（2014年度）”.   東日本旅客鉄道. 2019年3月21日閲覧。
17. ↑  “各駅の乗車人員（2015年度）”.   東日本旅客鉄道. 2019年3月21日閲覧。
18. ↑  “各駅の乗車人員（2016年度）”.   東日本旅客鉄道. 2019年3月21日閲覧。
19. ↑  “各駅の乗車人員（2017年度）”.   東日本旅客鉄道. 2019年3月21日閲覧。
20. ↑  “各駅の乗車人員（2018年度）”.   東日本旅客鉄道. 2019年7月5日閲覧。
21. ↑  “各駅の乗車人員（2019年度）”.   東日本旅客鉄道. 2020年7月12日閲覧。
22. ↑  “各駅の乗車人員（2020年度）”.   東日本旅客鉄道. 2021年7月24日閲覧。
23. ↑  “各駅の乗車人員（2021年度）”.   東日本旅客鉄道. 2022年8月7日閲覧。
24. ↑  “各駅の乗車人員（2022年度）”.   東日本旅客鉄道. 2023年7月10日閲覧。